# Rørholmsgade
Rørholmsgade er en gade mellem Øster Søgade og Øster Farimagsgade i Indre By (København), opkaldt efter ejendommen Rørholm, der tidligere lå på stedet. Rørholm var et landsted, der også blev drevet som gartneri. Navnet Rørholm stammer sandsynligvis fra en ø eller holm ved søens kant, som var bevokset med tagrør.

## Historie og udvikling
Den sidste ejer af Rørholm var grosserer Theobald Weber, som udstykkede ejendommens jorder. Han foreslog flere vejnavne i området, og Webersgade blev opkaldt efter ham. Ud mod Øster Søgade ligger den herskabelige ejendom Rørholm, tegnet af arkitekten Alfred Råvad (1848-1933) og opført omkring 1884.

## Rørholmsgade i dag
I dag er Rørholmsgade kendt som et kunstnerkvarter, hvor mange kunstnere har samlet sig under fællesskabet Kunstnergaden Rørholmsgade.